# Всетин (окръг)
Окръг Всетин (на чешки: Okres Vsetín) се намира в Злинския край на Чехия. Площта му е 1142,87 km2, а населението му – 143 722 души (2016). Административен център е едноименният град Всетин. В окръга има 61 населени места, от които 6 града и един град без право на самоуправление. Код по LAU-1 – CZ0723.

## География
Разположен е в югозападната част на края. Граничи с окръзите Кромержиж и Злин на Злинския край, на север и североизток – с окръзите Фридек-Мистек и Нови Ичин на Моравско-силезки край, а на северозапад – с окръг Пршеров на Оломоуцки край. На югоизток е държавната граница със Словакия.

## Градове и население
| Град              | Население |
| ----------------- | --------- |
| Всетин            | 27 649    |
| Валашке Мезиржичи | 27 352    |
| Рожнов под Радгощ | 17 263    |
| Зубржи            | 5614      |
| Каролинка         | 2709      |
| Келч              | 2688      |

## Образование
По данни от 2003 г.:
| Вид училище                         | Брой училища |
| ----------------------------------- | ------------ |
| Детски градини                      | 75           |
| Начални училища                     | 65           |
| Гимназии                            | 3            |
| Средни училища и промишлени училища | 10           |
| Средни професионални училища        | 9            |
| Висши професионални училища         | 2            |

## Здравеопазване
По данни от 2003 г.:
| Лекари                                      | 412 |
| Болници                                     | 10  |
| Специализирани заведения за лечение и отдих | 4   |
| Зъболекари                                  | 82  |
| Аптеки                                      | 25  |

## Транспорт
През окръга преминава част от първокласните пътища (пътища от клас I) I/35, I/49, I/56, I/57, I/58 и I/69. Пътища от клас II в окръга са II/150, II/437, II/439, II/481 и II/487.